# Trentepohlia (Mongoma) atayal
Trentepohlia (Mongoma) atayal is een tweevleugelige uit de familie steltmuggen (Limoniidae). De soort komt voor in het Oriëntaals gebied.